# Elmer McCollum

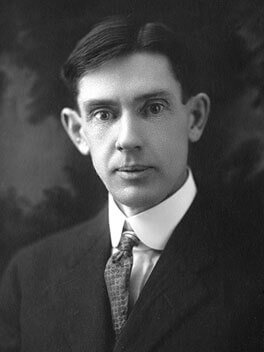
Elmer V. McCollum (vor 1917)

Elmer Verner McCollum (* 3. März 1879 bei Fort Scott, Kansas; † 15. November 1967 in Baltimore, Maryland) war ein US-amerikanischer Biochemiker.

## Leben und Werk
McCollum studierte Chemie an der University of Kansas. Er wurde an der Yale University promoviert; danach arbeitete er an der University of Wisconsin. Ab 1917 war er Professor an der Johns Hopkins University.
Seine Arbeiten führten zur Entdeckung mehrerer Vitamine, so wird ihm 1913 zusammen mit Marguerite Davis (1887–1967) die Entdeckung des Vitamin A (Retinol) zugeschrieben.
Die Bezeichnung der Vitamine mit Großbuchstaben des Alphabets führte er 1916 ein.
Mit Edward Mellanby zeigte er 1919, dass Hunde und Ratten, bei denen durch künstliche Nahrung Rachitis erzeugt worden ist, durch die Gabe von Lebertran (viel Vitamin-D enthaltend) geheilt werden.
1920 wurde er in die National Academy of Sciences gewählt, 1925 zum Mitglied der Leopoldina, 1945 zum Mitglied der American Philosophical Society und 1961 zum auswärtigen Mitglied (Foreign Member) der Royal Society. Ihm zu Ehren trägt seit 1959 der McCollum Peak, ein Berg in der Antarktis, seinen Namen.

## Veröffentlichungen
- mit Marguerite Davis: The necessity of certain lipins in the diet during growth. In: Journal of Biological Chemistry. Band 15, 1913, S. 167–175.
- mit C. Kennedy: The dietary factors operating in the production of polyneuritis. In: Journal of Biological Chemistry. Band 24, 1916, S. 491–502.
- mit N. Simmonds, J. E. Becker und P. G. Shipley: Studies on experimental rickets. XXI. An experimental demonstration of the existence of a vitamin which promotes calcium deposition. Journal of Biological Chemistry. Band 53, 1922, S. 293–312.
- mit Elsa Orent-Keiles und Harry G. Day: The newer knowledge of nutrition. Macmillan Company, New York 1939
- A History of Nutrition: The Sequence of Ideas in Nutrition Investigations. Houghton Mifflin, Boston 1957.
- From Kansas Farm Boy to Scientist. The Autobiography of Elmer Verner McCollum. University of Kansas Press, Lawrence 1964.